# Богатырёв, Михаил Юрьевич
Михаил Юрьевич Богатырёв (род. 1963, Ужгород) — русский поэт, художник и писатель, живущий во Франции.

## Краткая биография
Окончил психологический факультет Ленинградского университета (1985). С 1993 г. живёт в Париже, состоит в ассоциации русских писателей и художников Парижа (AARP) и в Ассоциации друзей Казанского скита.
Соредактор (вместе с Ольгой Платоновой и И. Карпинской) журнала «Стетоскоп». Критика отмечает, что, будучи близок к клубу русских художников в Париже, основанному Алексеем Хвостенко, «Стетоскоп» перенял традицию интеллектуального эпатажа у журнала «Синтаксис», однако его замысел и издательская идея были тесно связаны его с альманахом «Черновик».
Поэтическое творчество Михаила Богатырёва реализуется во множестве жанров: это и визуальная поэзия, и фонетический абстракционизм, и песня, и оратория, и философская лирика (публикации: «Восьмистишия» на wikilivres.ru, «Черновик» (Нью-Йорк), «Дети Ра» (№ 5, 2008), антологии «Освобождённый Улисс Архивная копия от 2 декабря 2016 на Wayback Machine» и «Эмигрантская Лира-2016» Архивная копия от 2 декабря 2016 на Wayback Machine и др.). Михаил Богатырёв — автор нескольких книг и ряда публикаций, посвящённых теории и практике современного искусства и литературы и религиозно-философским проблемам (в журналах «Замысел литературы» (Новосибирск), «Нева» (СПб, № 9, 2001), «Другое полушарие» (№ 11, 2010) и др.). Он организатор и участник более 30 литературно-философских чтений.

## Детство. Юность. Ленинградский период
Михаил Богатырёв родился в 1963 году в Ужгороде (Закарпатье). В 1967 году семья переехала в город Печора (Коми АССР). Стихи Михаил начал писать в детстве, возможно, здесь сказалось влияние его матери, которая работала преподавателем литературы. Окончив школу, он поступил на факультет психологии Ленинградского университета (1980). В 1983—85 годах

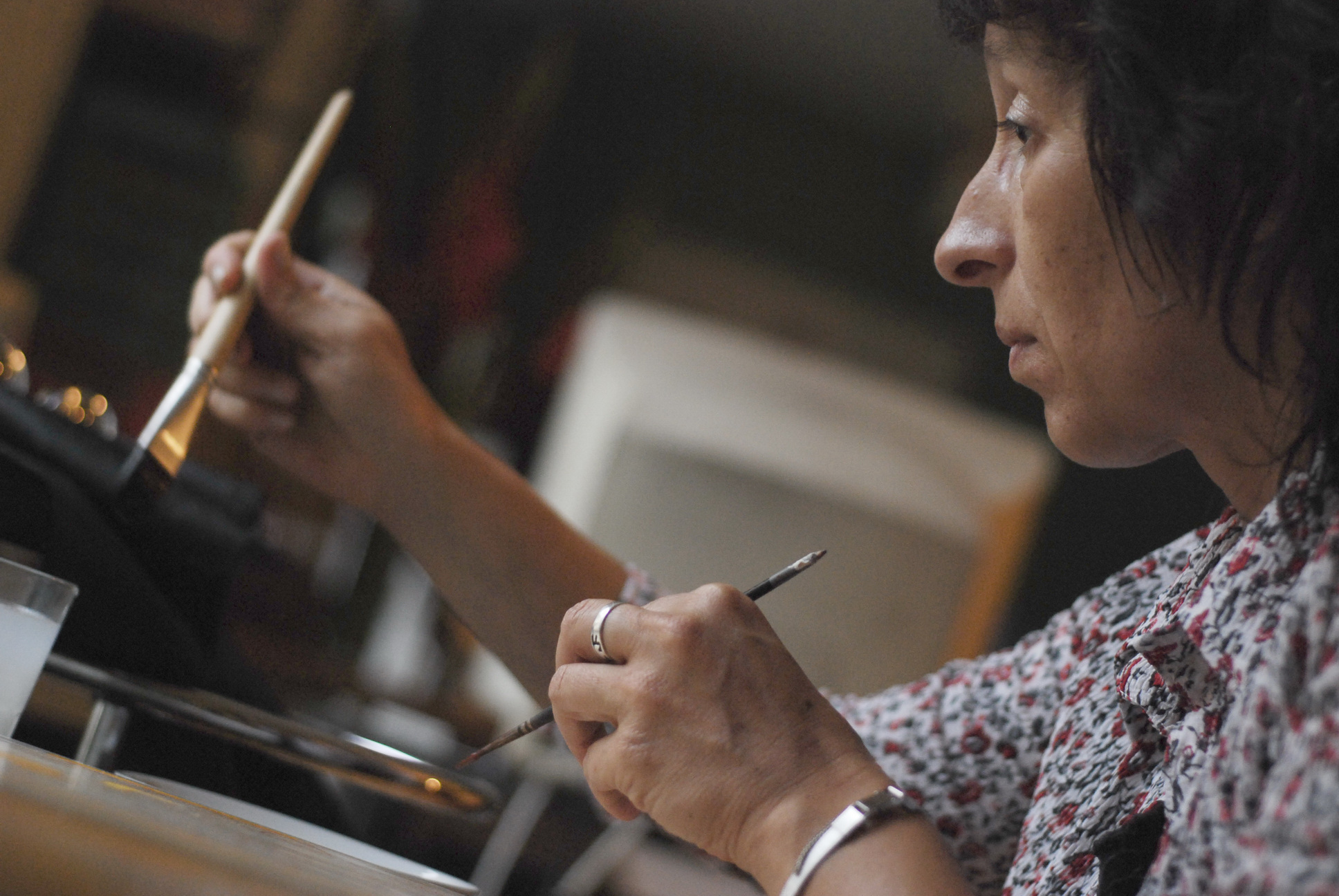
[http://harmoniesdautomne.com/2011/expo.html Olga Platonova. Festival Harmonies d’automne (2011)

состоял (вместе с П. Литовко и С. Комаровым) в студенческой коммуне анархистского направления, издавал (самодельным образом) «Тертуллианский журнал», посещал литературный клуб «81». Дружил с Феликсом Дробинским, в домашнем салоне которого собирались видные представители подпольной культуры того времени: Е. Михнов-Войтенко, И. Сотников, Е. Звягин.
Протестное умонастроение, связанное с неприятием государственности (в ту пору — советской), выразилось в том, что после окончания университета (1985) Михаил Богатырёв отказался от инженерской должности психо-социолога на военном заводе в Челябинской области и оформился на работу в котельную на станции Всеволожская. Здесь, забросав в топку уголь, можно было спокойно читать, размышлять о синтезе философии и поэзии, писать стихи, сочинять песни, готовить тексты для публикации в журнале «Сумерки». Это был период предельной обособленности, романтического отрицания профессионализма в искусстве и принципиального отказа от каких бы то ни было рецепций. Однако внутренний пафос творчества совершенно изменился, когда выход из отшельничества был найден, и М. Богатырёв, при активном содействии мастера психотренинга А. Шадуры, поэта Саши Рижанина Архивная копия от 2 декабря 2016 на Wayback Machine и пианиста Л. Петроградского, создал студию «Разнообразные действия». Акционный характер постановок позволял импровизировать, соединяя непосредственную творческую активность с интерпретацией.

## Париж

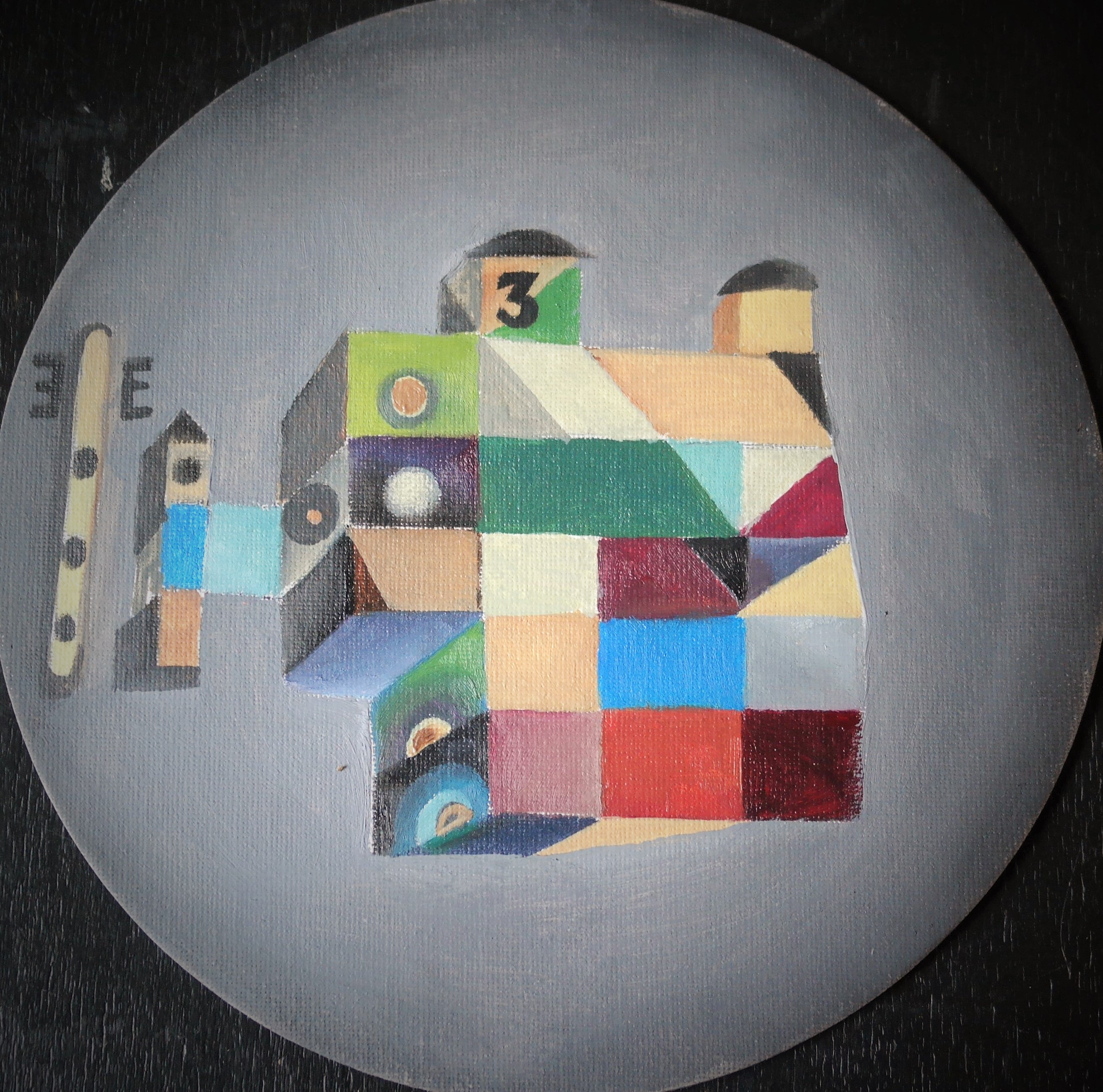
M+B. Звуковые Башни N°1 (2016)

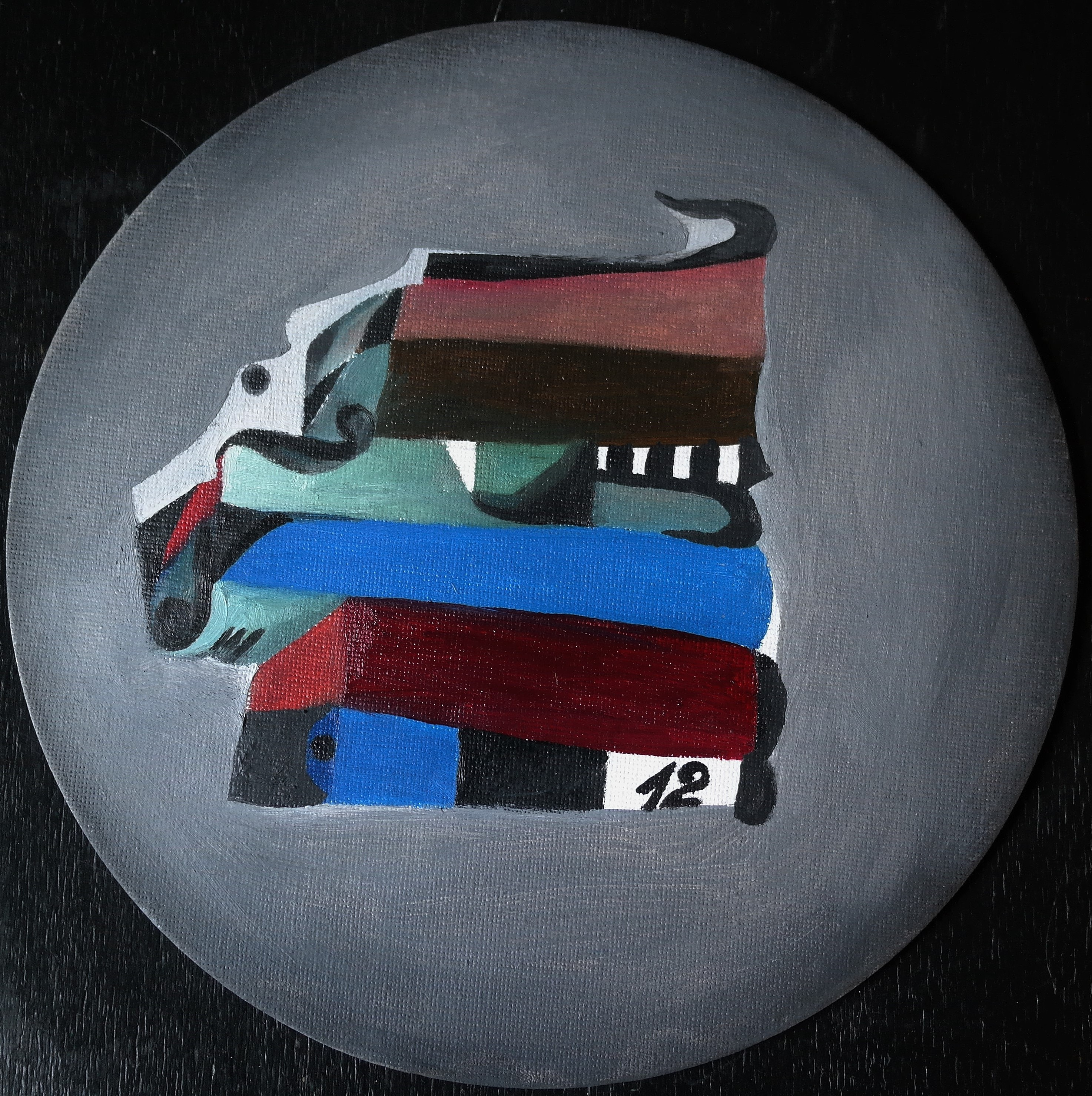
M+B. Звуковые Башни N°2 (2016)

В конце 1980-х Михаил Богатырёв дебютировал ещё и как живописец — в творческом союзе с Ольгой Платоновой. Дебют оказался и плодотворным, и судьбоносным: Ольга стала женой и музой поэта, неизменной вдохновительницей всех его начинаний. В 1993 году они вместе выехали во Францию и на протяжении полутора десятка лет занимались реанимацией идеологических основ русского авангарда, активно содействуя литературно-художественной жизни Парижа и участвуя в ней самым непосредственным и оживлённым образом. Их персональные выставки 1994 года (L’Usine, Гренобль) и 1997 года (La Justice, Париж) были посвящены герметическому топосу культуры; в качестве объекта экспозиции фигурировали пространственные объёмы-лабиринты (общей площадью 500 и 1000 м²), заполненные художественными формами, выражающими переходные состояния от живописи к скульптуре, от изображения к звуку и т. д. Картины М. Богатырёва и О. Платоновой выставлялись на многочисленных фестивалях нон-конформистского искусства, например, в Национальной ассамблее Франции (салон Lucie Faure, 2000) и в петербургском Манеже (II Международный Фестиваль Независимого Искусства «Уровень моря», 2009).
Все эти годы Михаил и Ольга редактировали и издавали независимый альманах «Стетоскоп», объединивший более двухсот авторов, среди которых — имена Т. Горичевой, А. Хвостенко, А. Путова, В. Самарина, В. Iваніва, Ю. Титова, К. Чалаева, И. Карпинской, А. Лебедева, А. Козлова, С. Бирюкова, И. Лощилова, Е. Симоновой, Ю. Гуголева, В. Амурского, А. Мирзаева, А. Батусова, А. Зайцева и многих других. Неоценимую помощь альманаху «Стетоскоп» оказывала М. В. Розанова, безвозмездно предоставив в распоряжение редакторов-энтузиастов резаки и прессы издательства «Синтаксис», а нью-йоркский поэт и теоретик авангарда А. Очеретянский вдохновлял их личным примером беззаветного культуртрегерства, создавая, практически в одиночку и безо всякой поддержки со стороны общественных институций, журнал «Черновик». Под эгидой «Стетоскопа» регулярно устраивались концерты, литературные и философские чтения.
На заре третьего тысячелетия «Стетоскоп» переместился из Парижа в Петербург и превратился в интернет-издание Архивная копия от 6 ноября 2016 на Wayback Machine, возглавляемое поэтом и критиком А. Елсуковым. Бумажные версии «Стетоскопа» выставлялись на Биеннале «Книги художников» (Марсель, 2007—2008) Архивная копия от 2 декабря 2016 на Wayback Machine. Михаил Богатырёв и Ольга Платонова были приняты в международную литературную Академию Зауми (2008), биографические статьи о них появились в 4-томном словаре «Русское Зарубежье во Франции 1919—2000» (М., Дом-музей Цветаевой, 2008—2010). Нынче, как утверждает О. Платонова, «альманах выпускается виртуально и концептуально, тиражом ноль экземпляров», впрочем, в качестве ретроспективного всплеска «Стетоскопа» можно рассматривать инициативу московской издательской группы «Манускрипт», выпустившей в 2012 году догуттенберговским тиражом (33 экземпляра) альманах «Э» в великолепном кожаном переплёте.

## Музыкально-поэтическое творчество. Коллектив «Изолятор»
В музыкальном отношении творчество Михаила Богатырёва соотносится с двумя стилистическими составляющими: а) песни и б) предметно-шумовые абстракции. Авторо-исполнитель рок-баллад, он написал тексты и гитарные аккомпанементы для нескольких сотен песен и выпустил множество альбомов в содружестве с Леонидом Бредихиным, которого друзья называют «архитектором звука» (Independent Label «Virteo» -
домашняя студия Л. Бредихина). Количество альбомов трудно поддаётся учёту, но, во всяком случае, их было больше десяти. Названия самых ранних — «Дон Кихот», «Внутренний двор» и «515»; были также альбомы «Звук вопрооса», «Cum Canto», «Дыхание Зимы», «Шаги по стеклу» (с участием австралийского саксофониста Дэвида Адсона), «Коллекция Сигналов», «Северные Вокзалы», «Просодия» (по материалам двухтомника «Поэзия русской эмиграции»), «Краюха хлеба» (по материалам журнала «Черновик N°17»), «Покаянные Песни» … Альбом 2016 года называется «Новые Народные Песни».

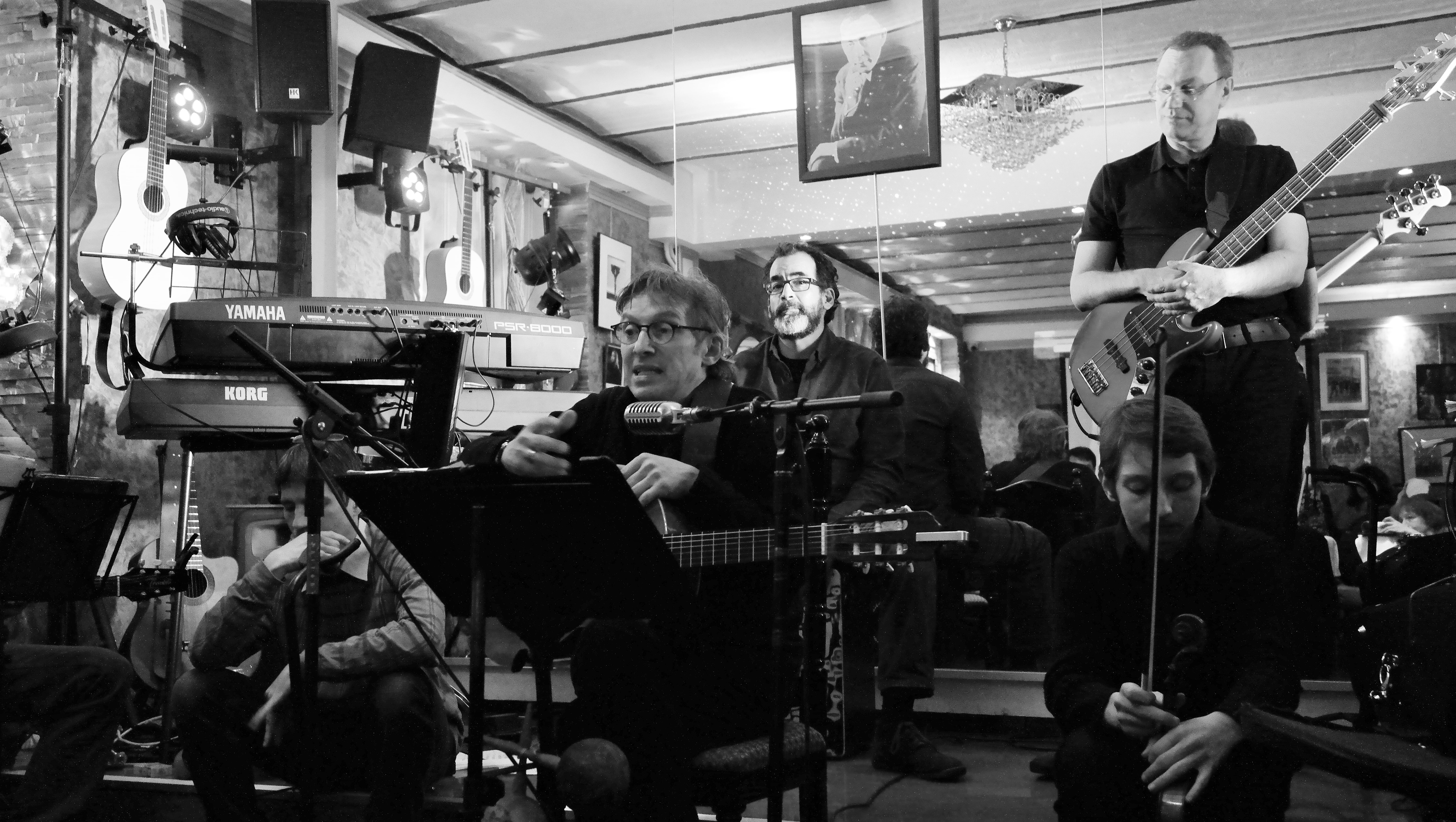
Группа «Изолятор» (М. Богатырёв, К. Игнатенко, Л. Бредихин, Л. Иззагуир, А. Мирошников и Д. Платонов) на концерте в La Cantine russe, 14.01.2016

Все песенные альбомы до такой степени пронизаны экзистенциальной неприкаянностью железнодорожного захолустья России, что можно говорить о «станционных песнях», как об особом жанре, моно-жанре. Лирический герой — путешественник и скиталец, размышляющий в тамбуре плацкартного вагона о жизни и смерти, о несуразности бытия и о слабостях человеческой натуры. Композиционно здесь можно усмотреть отсылку и к Радищеву, и к Некрасову, и к Венедикту Ерофееву, но у М. Богатырёва образ Северной железной дороги, построенной в 1930-50-е годы на костях заключённых, вырастает до значения метафоры вселенского масштаба.
Наиболее запоминающиеся концерты М. Богатырёва и группы «Изолятор» (в варьирующем составе) состоялись:
- во Дворце Индустрии (Париж, 2005, бас: Л. Бредихин),
- в театре «Особняк» и галерее «Борей» (СПб, 2007, видеоряд: А. Елсуков),
- на Пушкинской, 10 (СПб, 2008 и 2009, видеоряд: А. Елсуков),
- в Доме-музее А. Ахматовой (СПб, 2012, скрипка: К. Игнатенко, бас-гитара: Д. Бациев),
- в Зверевском центре (Москва, 2011, скрипка: К. Игнатенко),
- в клубе «Живой уголок» (Москва, 2012, скрипка: К. Игнатенко),
- в помещении La Cantine russe при консерватории Рахманинова (Париж, 2016, в составе группы «Изолятор» и при участии Д. Платонова, скрипка).

Что же касается предметно-шумовой и абстрактной музыки, то в этом направлении самыми показательными следует признать две пьесы. Первая, «Полифонические Оратории», была представлена в 2012 году в парижском Клубе Поэтов (30, rue Bourgogne, вместе с К. Игнатенко и Л. Бредихиным). Вторая, оформленная как театральная постановка, называлась «Долина Разума». М. Богатырёв написал сценарий, собственноручно изготовил декорации и провёл серию репетиций с исполнителями как режиссёр и дирижёр. В итоге пьеса была поставлена на сцене театра «L’Atalante Архивная копия от 9 ноября 2016 на Wayback Machine» на Монмартре 15 апреля 2015 года. В декабре 2017 года Группа «Изолятор» (в составе: М. Богатырёв, К. Игнатенко, Л. Бредихин) записала «Сюиту C-maj (non-jazz)».

## Эссеистика
Утверждая, что слово способно с предельной полнотой раскрыть свою сущность только на перекрёстке всех известных типов повествования, не исключая отрывок, комментарий, пиктограммное и морфемное письмо, Михаил Богатырёв вовсе не стремится порвать с академической традицией стихосложения. Он пишет сложные поэтические миниатюры и ещё более сложную метафорическую эссеистику, в которой сам акт мышления преподносится в перекличке тезаурусов — лингвистического, философского, эстетического и богословского. На международном конкурсе «Эмигрантская Лира», проходившем в 2016 году в городе Льеж (Бельгия), он завоевал сразу два приза — золотой в номинации «эссеистика» и бронзовый в номинации «поэзия». Там же было представлена его новая книга, двухтомник «Consonantia poenitentiae», основная часть которой посвящена осмыслению мировоззренческих позиций таких представителей парижской интеллектуальной школы, как А. Карташёв, Н. Бердяев, Н. Лосский.

## Казанский скит. Религиозно-философская традиция

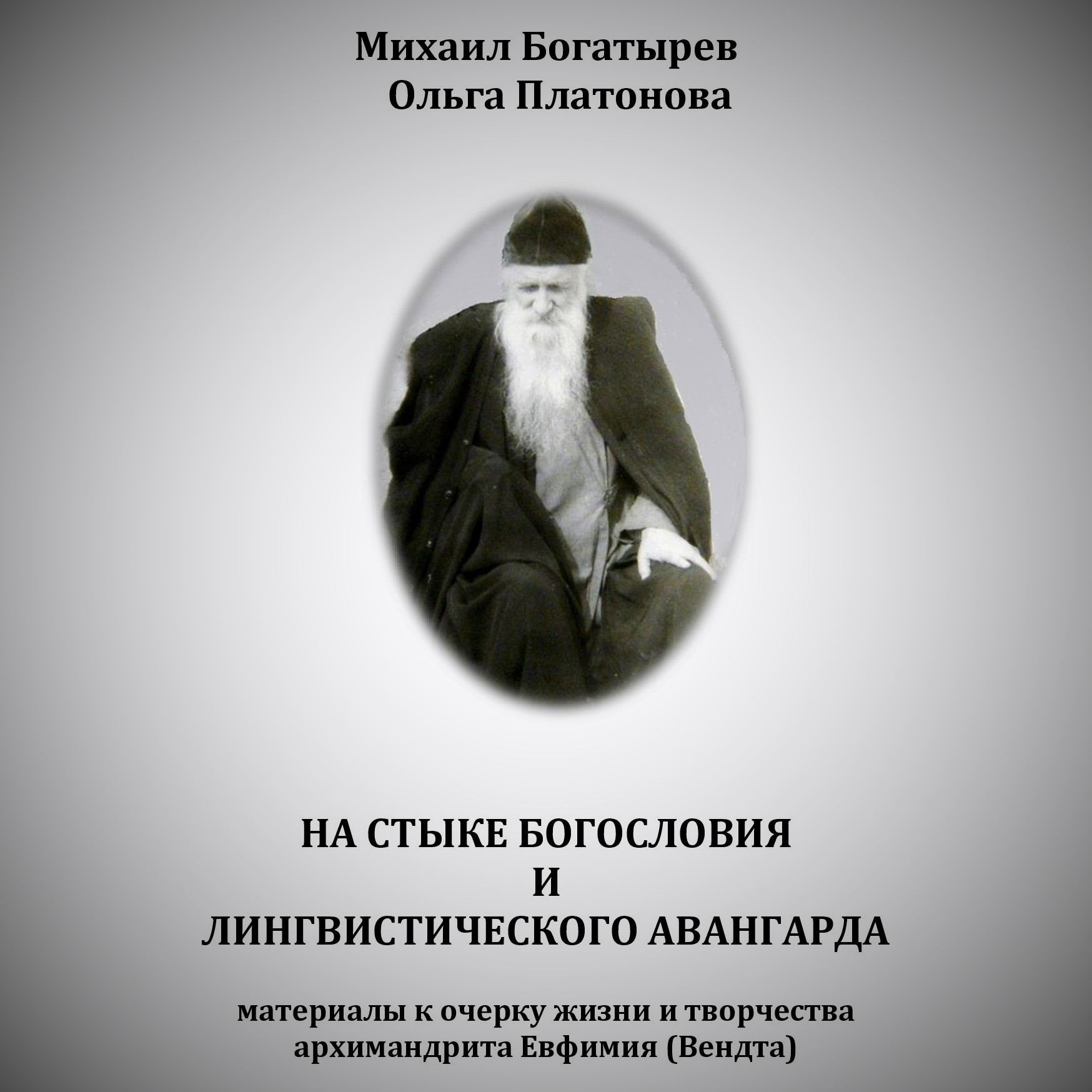
Обложка книги о творчестве архимандрита Евфимия (2014)

В 2005 году Михаил Богатырёв открыл для себя Казанский скит Архивная копия от 2 декабря 2016 на Wayback Machine в местечке Муазне, под Парижем. Это уникальное духовное учреждение, обустроенное в 1950-е годы богословом, мистиком и поэтом архимандритом Евфимием (Вендтом) только-только начинало оживляться после нескольких десятилетий бедственной заброшенности. Обнаружив неизданную рукопись софиологического трактата архимандрита Евфимия, Михаил с энтузиазмом взялся за её расшифровку, но текст был сложный, и деятельность затянулась на целое десятилетие. Основываясь на личном Откровении, затворник и мечтатель отец Евфимий стремился воссоздать до-вавилонский язык, наделяя смыслом фонемы и оперируя так называемыми «побуквенными категориями». К расшифровке трактата был применён весь арсенал формальных приёмов, накопленных в разных школах авангардной словесности XX-го века, но этого оказалось недостаточно. Ольга к тому времени закончила Свято-Сергиевский богословский институт и смогла оказать содействие в уяснении экзегетических интерпретаций. К исследованиям подключился также мюнхенский богослов Игорь Ситников, чья широчайшая эрудиция пришлась весьма кстати. В 2010-м году Михаил Богатырёв написал первый очерк о теории архимандрита Евфимия, а в 2014-м — второй и прочёл доклады во Введенской церкви (Париж) и в Доме-музее Анны Ахматовой (СПб). Затем последовали доклады в Доме-музее А. Ф. Лосева (Москва), в МФЮА, ИМЛИ РАН (2018).

## Книги
- Прочерки (стихи, 1995)
- Паспортная книга (тюремные записки русского авангардиста, 1997) Архивная копия от 2 декабря 2016 на Wayback Machine
- НОЕ СОО (1996)
- Коробки (concept, 1998)
- Une bouteille d’encre (alboum; sous le nom /et avec Mitrich, 1998)
- Пушкинские чтения. Поэма (1999, Mitrich+Bogatyr)
- Волонтеры (илл. А. Путова, 1999)
- Наждак (2000, совместно с А. Молевым)
- Современная книга (2003)
- Просодия (антология песен+CD, Sthétoscope/Virteo, 2003)
- Шлагбаум (стихи, 2003)
- Начало (мемуарная проза, 2004)
- Представители (стихи, Dayen-Press, NY, 2005) Архивная копия от 6 ноября 2016 на Wayback Machine
- Наперсток и гранула (теория и практика авангарда, 2007)фрагмент Архивная копия от 2 декабря 2016 на Wayback Machine
- Книги о художниках (соавтор: Митрич; Antipodes, Австралия, 2007)фрагмент Архивная копия от 1 марта 2017 на Wayback Machine
- Симфонический словарь современности (афоризмы, максимы 2007)
- Собрание сочинений в 10-ти книжках, 600 стр (2012)
- Жизнь и творчество архимандрита Евфимия, 60 стр. (2012)
- На стыке богословия и лингвистического авангарда (2014, совместно с О. Платоновой)
- Consonantia poenitentiae (симфония совести) vol.1. Эссе, 320 стр. (2016)
- Consonantia poenitentiae vol.2, 99 стр. (стихи, 2016)
- Les Gares du Nord («Северные вокзалы»), фр.-рус., 50 стр. (2012, 2016)
- Le pére Euthyme, ca vie et ces oevres, фр., 50 стр. (2016)
- «8». Восьмистишия. Богословская и филологическая эссеистика, 300 стр. (2016)
- Архимандрит Евфимий и Казанский храм. Т. 1. Иллюстрированная монография, 320 стр. (2017)
- Архимандрит Евфимий и Казанский храм. Т. 2. Иконография Г. Круга. Каталог, 80 стр. (2017)
- Архимандрит Евфимий и Казанский храм. Иллюстрированная монография, 2-е изд. 420 стр. (2018)
- на буквах русского алфавита, 80 стр (сборник стихов 2018)
- Именуемый Логос и начертательный образ. Богословская и филологическая эссеистика, 110 стр. (2018)
- Архимандрит Евфимий и Казанский храм. Иконография Григория (Круга). — 2-е изд (40 экз), макет А. Е., Стетоскоп, Париж-СПб, 68 стр, альбом (2018)
- L’archimandrite Euthyme et l’église Notre-Dame de Kazan. Description des fresques du moine Grégoire (Krug). — Éditions Stéthoscope, Paris-Saint-Pétersbourg, 68 pages, album, 25 ex (2019)
- Тетрадь первая: тринитарная идея, 2021. — 218 с. (философия, теология)
- Вторая тетрадь: ТЕКСТООТСУТСТВИЕ. ЭТЮДЫ О ПУСТОТЕ (2021). — 170 с. (философия, филология, междисциплинарный дискурс)
- Тетрадь третья: Стихотворения и верлибры, 2021. — 68 с. (современная поэзия)

## Сетевые публикации
- С языка срывались слова (современная малая проза) — на сайте «Вавилон», 2004.
- НАПЁРСТОК И ГРАНУЛА ЭТЮД О ПОЭТИЧЕСКОМ СЛУХЕ И ЗРЕНИИ, на сайте «Черновик» N° 26, 2012.
- митрич+богатырь : книги о художниках, интернет-портал «Антиподы» (Русская литература в Австралии), 2013.
- М. Богатырев. Стихи, изд-во Русский гулливер, онлайн-выпуск № 5 (20), 2021.
- М. Богатырев. Этюды о пустоте. Часть III. К вопросу о «пустотности» текста (опыт построения типологии текстоотсутствия), изд-во Русский гулливер, онлайн-выпуск № 5 (20), 2021.

## Награды и премии
- Международная отметина имени отца русского футуризма Давида Бурлюка
- Золотой (эссеистика) и бронзовый (поэзия) призы «Эмигрантской лиры»[7]